# Saro Zagari
Saro Zagari (* 1821 in Messina; † 2. Februar 1897 ebenda) war ein italienischer Architekt und Bildhauer des Neoklassizismus auf Sizilien.

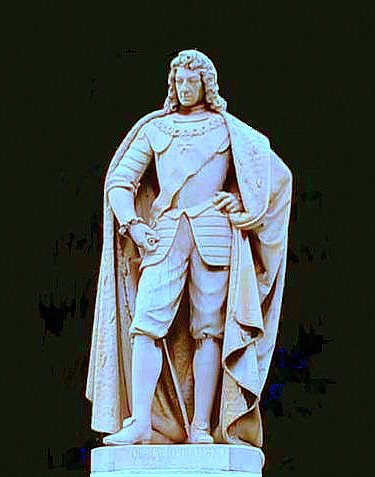
Saro Zagari: Denkmal für Karl III. von Spanien (1859)

## Leben
Zagari studierte bei Letterio Subba Zeichnung und Architektur. 1842 schloss er das Studium ab. Mit einem Stipendium Messinas ging er nach Rom, wo er sein Studium beim neoklassizistischen Bildhauer Pietro Tenerani wieder aufnahm. Als Bildhauer verschaffte er sich schon bald einen guten Ruf, so dass er in die Accademia di San Luca aufgenommen wurde.

## Werke
1847 schuf er für das Teatro Vittorio Emanuele II in Messina die allegorische Marmorgruppe „Die Zeit entdeckt die Wahrheit“ (Il Tempo che scopre la Verità e Messina). 1853 begann er mit der Marmorskulptur „Karl III.“, die 1859 in Messina aufgestellt wurde. Auf dem Gran Camposanto von Messina blieb die Grabskulptur für Silvestro La Farina erhalten.
Die meisten seiner Arbeiten wurden durch das große Erdbeben von Messina 1908 zerstört.